# マイク・シュラー
マイケル・ハロルド・シュラー（Michael Harold Schuler, 1940年9月22日 - 2022年6月28日）は、アメリカ合衆国のバスケットボールの指導者。オハイオ州ポーツマス出身。アメリカ男子プロバスケットボールリーグNBAでポートランド・トレイルブレイザーズ、ロサンゼルス・クリッパーズのヘッドコーチを務め、NBA通算で、レギュラーシーズンでは388試合を指揮し、179勝159敗、NBAプレーオフでは8試合2勝6敗。

## 経歴
オハイオ大学を卒業してから数年後にコーチを始め、1970年にプロのヘッドコーチキャリアをクリーブランド・キャバリアーズで始まった。1986-87シーズンのポートランド・トレイルブレイザーズでは、カンファレンス3位の49勝を記録し、NBA最優秀コーチ賞を受賞している。その後、ロサンゼルス・クリッパーズで、ヘッドコーチを務め引退した。
2022年6月28日に81歳で死去。